# Worldline
Worldline é uma empresa francesa de serviços de pagamento e transações fundada em 1974.
No final de outubro de 2020, a Worldline deu as boas-vindas à Ingenico em sua equipe, criando um novo líder em serviços de pagamento global. Ao unir forças com a Ingenico, a Worldline deu um novo passo em seu projeto: fornecer aos bancos, comerciantes e, em geral, todo o ecossistema de pagamentos, os meios para alcançar um crescimento econômico sustentável e lucrativo.